# Тихонов, Игорь Юрьевич
Игорь Юрьевич Тихонов (род. 13 февраля 1987) — российский регбист, фланкер команды «Стрела».
Вне регби предпочитает активный отдых — лыжи, сноуборд, коньки, велосипед, ролики.
С 2005 по 2009 год выступал за регбийный клуб «Стрела» в регбилиг.
С 2011 по 2013 год выступал за регбийный клуб «Стрела-Агро».
С 2014 по 2015 год выступал за регбийный клуб «Империя».
В 2019 году перешёл в казанскую «Стрелу».

## Достижения
- Чемпион Высшей лиги по регби-15 в 2011 году
- Чемпион федеральной лиги в 2015 году
- Призёр чемпионата России по регбилиг с 2005 по 2009 год
- Бронзовый призёр Высшей лиги по регби-15 в 2019 году